# Nicolas Agnesi
Pas d'image ? Cliquez ici

a Compétitions nationales et continentales officielles uniquement.

b Matchs officiels uniquement.
Dernière mise à jour le 18 juin 2024.
Nicolas Agnesi (né le 9 septembre 1988 à Draguignan, dans le Var) est un joueur français de rugby à XV, qui évolue au poste de pilier gauche.

## Biographie
Fils de deux fonctionnaires territoriaux de Trans-en-Provence, Nicolas Agnesi a vécu sa jeunesse à Draguignan et à Trans.
Il a intégré le pôle espoir à Marcoussis lors de la saison 2006-2007.
Après douze saisons à Montauban dans le Tarn et Garonne, il met un terme à sa carrière professionnelle en 2024, et retourne jouer à Draguignan en Fédérale 3.

## Palmarès

### En club
- Champion de France de Pro D2 : 2008

### En équipe nationale
- Équipe de France -20 ans : participation au championnat du monde au Pays de Galles, 4 sélections comme titulaire
- Équipe de France -20 ans : participation au Tournoi des VI nations 2008, 3 sélections comme titulaire
- Équipe de France -19 ans : participation au championnat du monde 2007 à Belfast, 4 sélections comme titulaire
- Équipe de France -18ans : participation au championnat du monde 2006